# Euphorbia indica
Euphorbia indica — вид рослин із родини молочайних (Euphorbiaceae), зростає на півдні Азії.

## Опис
Це однорічна, від висхідної до прямовисної, слабо запушена або запушена трава заввишки до 60 см; волоски дрібні, переважно одноклітинні, білі. Листя: ніжка 1–2 мм завдовжки; прилистки трикутні, 1.5 мм завдовжки; листові пластинки еліптично-довгасті, (0.5)1–3 × (0.3)0.5–1.5 см, тупі, косо закруглені біля основи, зверху зелені, знизу блідіші. Плоди трикутні, 1,5 × 2 мм, гладкі, помірно запушені або голі. Насіння 1 × 0.8 мм, яйцеподібне, округло-чотирикутне, від неглибоко ребристого до майже гладкого, сіре.

## Поширення
Зростає на півдні Азії, від півдня Ірану до сходу Китаю. Населяє глинисті, піщані або слабосолончасті ґрунти, сухі або заболочені, на відкритих луках або в тінистому лісі тополі, на берегах річок, на узбіччях доріг, на оброблених полях та у занедбаних культурах.